# Emmanuel Michael
Emmanuel Michael (* 16. Juni 2006) ist ein nigerianischer Fußballspieler.

## Karriere

### Verein
Michael begann seine Karriere beim Simoiben FC. Zur Saison 2023/24 wurde er an den Erstligisten Gombe United FC verliehen. Im November 2023 debütierte er dort in der NPFL. Bis zum Ende der Leihe kam er zu sechs Einsätzen im nigerianischen Oberhaus, in denen er ein Tor erzielte.
Im August 2024 wechselte Michael anschließend nach Österreich zu den Amateuren des Bundesligisten LASK. Im Januar 2025 wurde er in den Profikader der Linzer befördert.

### Nationalmannschaft
Michael nahm 2023 mit der nigerianischen U-17-Auswahl am Afrika-Cup teil. Nigeria schied im Viertelfinale aus, Michael kam in allen vier Partien des Landes zum Zug.